# Анна Гумінілович-Йонкер
Анна Гумінілович-Йонкер, відома також як Анна Йонкер (25 грудня 1888, Калуш — 6 травня 1936) — українська громадська діячка, співзасновниця Союзу українок в Канаді.

## Життєпис
Народилася в місті Калуш (передмістя Новий Калуш) у сім'ї Дмитра Гумініловича та Марії з дому Сорохтеїв.
У 1907 році емігрувала з батьками до Канади, проживала у Вінніпегу. У 1914 році батьки повернулися до України, а вона залишилася. Брала участь у роботі українських організацій. Була членом Червоного Хреста, організовувала пересилання коштів на допомогу Україні.
1918 року вийшла заміж за знаного й заможного лікаря голландського походження Генрі Йонкера. Дім Йонкерів часто приймав активних українських діячів, у них зупинявся Євген Коновалець. 
У 1922 році стала співорганізаторкою «Жіночої громади» у Вінніпегу. Метою товариства було поширення культури між українським жіноцтвом в Канаді, підтримка українського мистецтва і культури, надання матеріальної допомоги Україні, репрезентація українського жіноцтва перед іншими народами.
В 1926 році організовано «Союз українок Канади». Була делегаткою на Міжнародному конгресі жінок у Відні (1930 р.) та Нью-Йорку (1932 р.). Особисто була знайома з Софією Русовою, Міленою Рудницькою, з сенаторкою Оленою Кисілевською.
Голова Союзу українок на Галичині М. Рудницька так її описувала: 
| «Анна Гумінілович-Йонкер мала милу і ніжну вдачу, природний гумор. А головне – фанатичний патріотизм і ненависть до ворогів її батьківщини». |
Була меценаткою української культури в Канаді. Організовувала приїзд капели Олександра Кошиця, майстра українського танцю Василя Авраменка і концерт Соломії Крушельницької.
У 1922 та 1930 відвідувала Галичину. 
Померла 6 травня 1936 року у Вінніпегу.